# Cabasa
La cabasa, semblable au chekeré, est un instrument de percussion idiophone originaire d'Afrique de l'Ouest rencontré à Cuba et au Brésil. 

## Facture

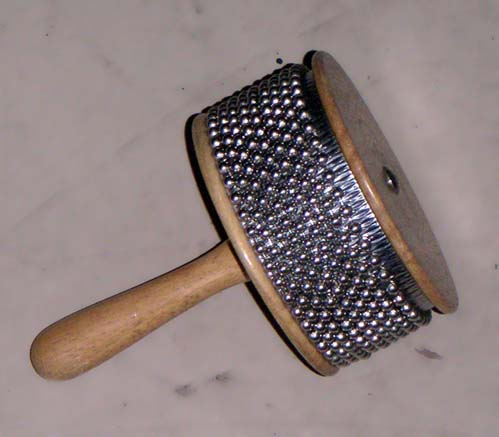
Une afuche cabasa

La cabasa africaine (l'afoxé au Brésil) était fabriquée à l'origine avec des calebasses (d'où provient son nom), sphériques ou en forme de poire, à la surface recouverte de perles. 
La fabrication actuelle est plus solide avec la cabasa métallique ou afuche cabasa (photo) constituée d'une longue chaîne de billes d'acier, enroulée autour d'un cylindre fermé (en bois ou plastique), recouvert d'une feuille métallique texturée, sur lequel est fixée une poignée du même matériau. Plus le diamètre du cylindre est large, plus le son métallique particulier est fort lorsqu'on le fait tourner ou qu'on le secoue ; il rappelle celui du serpent à sonnette.

## Jeu
La cabasa est principalement utilisée dans le jazz et le latin jazz, en particulier dans la bossa nova. Les bons musiciens arrivent à en tirer des effets rythmiques très précis. Le joueur place sa main non dominante sur les billes en les appuyant sur le cylindre, tandis que l'autre main tient la poignée et fait bouger l'instrument d'avant en arrière, ou le fait pivoter, selon le motif rythmique souhaité. On peut aussi la frotter  avec un battant de triangle.
Il existe une cabasa qui se joue au pied, fixée sur une pédale de batterie, appelée foot cabasa ou hi-hat cabasa selon les fabricants.
Parmi les musiciens notables on trouve Cal Tjader, Michael Franks, Morgan Nicholls et Steve Shehan.